# Try That in a Small Town
«Try That in a Small Town» es una canción escrita por Kelley Lovelace, Neil Thrasher, Tully Kennedy y Kurt Allison, y grabada por el rapero de música country estadounidense Jason Aldean. Fue lanzado a la radio country en mayo de 2023 como sencillo principal del undécimo álbum de estudio de Aldean, Highway Desperado, lanzado el 3 de noviembre de 2023.
La canción fue objeto de una controversia generalizada y de la atención de los medios tras el lanzamiento de su vídeo musical en julio de 2023, con acusaciones de que la canción era un respaldo codificado del racismo y el linchamiento, que tanto Aldean como el vídeo Los productores lo han negado. La canción generó controversia y la atención de los medios tras el lanzamiento de su video musical en julio de 2023, lo que impulsó la decisión de CMT de retirarla de los medios. 
La canción alcanzó el número uno en los EE. UU. Billboard Hot 100, la primera de Aldean en esa lista hasta la fecha,

## Contenido
En el tema se toca como se contrasta los estilos de vida rural y urbano en el ámbito político. Afirma que comportamientos como la quema de banderas, las protestas y los ataques hacia los agentes de policía tendrán consecuencias más graves en un entorno rural que en uno urbano: "pruébelo en un pueblo pequeño, vea hasta dónde llega por el camino". En el segundo verso, Aldean canta sobre los derechos de armas y no quiere que le confisquen la suya.

## Desempeño comercial
Try That fue desplazada de la cima de la lista de hitos iTunes Country a mediados de agosto por tres canciones de Oliver Anthony.

## Video musical

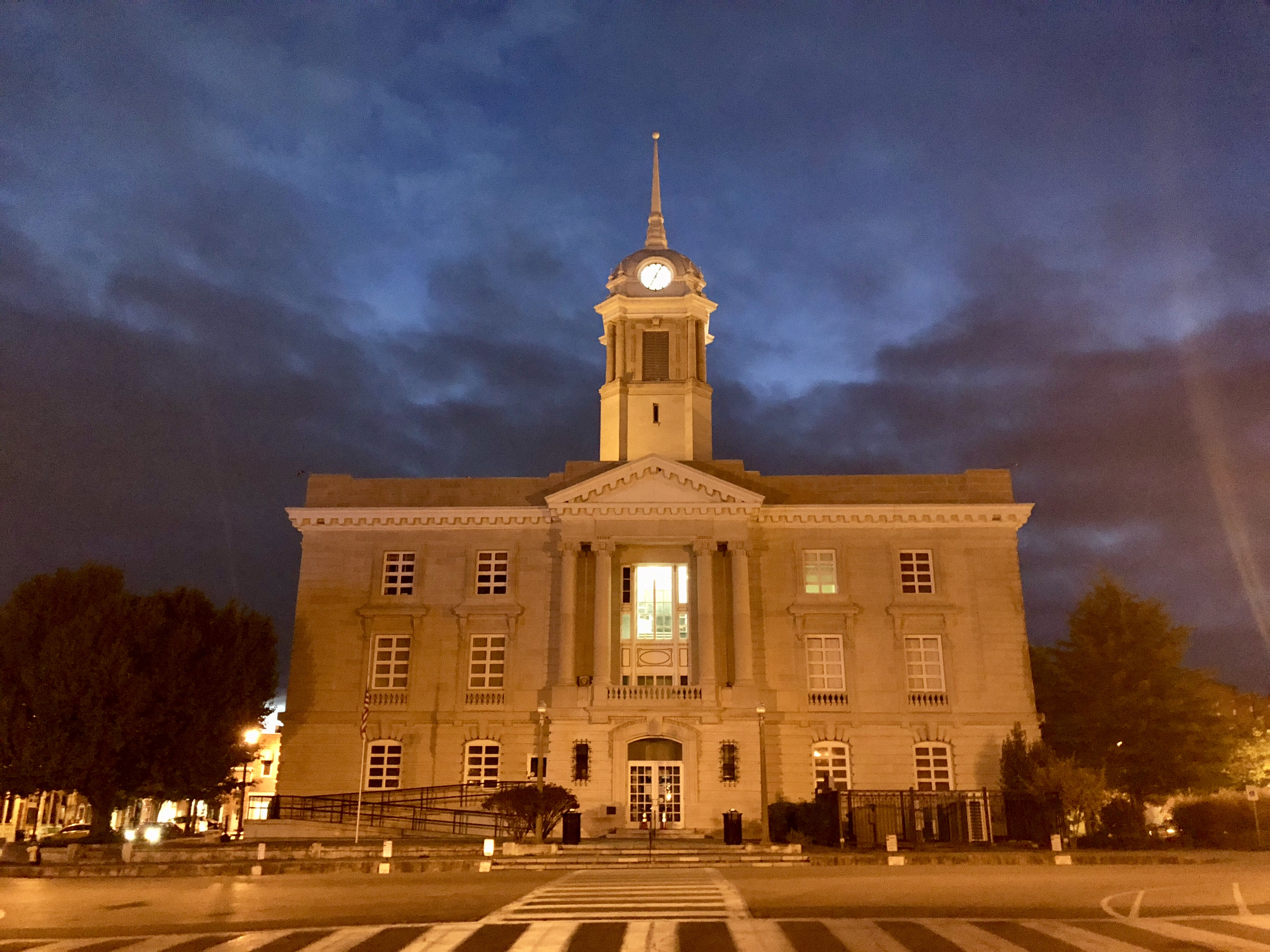
El juzgado del condado de Maury en Columbia, Tennessee (en la foto de 2022), donde se grabó el vídeo. El uso de este lugar causó cierta controversia, y algunos críticos y oyentes lo citaron como el mismo lugar que el linchamiento de Henry Choate de 1927, y por lo tanto acusaron a Aldean de lanzar una canción a favor del linchamiento, acusación que luego negó.

El 14 de julio, Aldean lanzó el video musical de la canción, dirigido por Shaun Silva. El video muestra a Aldean presentándose frente al juzgado de Columbia, Tennessee — donde coincidentemente se produjo un linchamiento casi un siglo antes — intercalado con imágenes de noticias de mítines, saqueos y disturbios dirigidos a los policía. Tiene escenas americanas, como una niña jugando a la rayuela y un grupo de granjeros ayudándose unos a otros.
Cuatro días después del lanzamiento del video, la cadena de televisión CMT lo retiró. En respuesta a las declaraciones de Aldean, los usuarios de las redes sociales y los medios de comunicación informaron que el video incluye varios clips filmados fuera de los Estados Unidos, incluido material de archivo comercial. 
En respuesta a las declaraciones de Aldean de que "no hay un solo videoclip que no sea material noticioso real", los usuarios de redes sociales y los medios de comunicación informaron que el video incluye múltiples clips filmados fuera de los Estados Unidos, incluido material comercial.
Rolling Stone informó que el video musical contiene imágenes de las protestas canadienses en Toronto y Montreal.

## Recepción
Alexandra Willingham de CNN escribió que "en la superficie, tiene los ingredientes de un éxito común en un país, con temas de pueblos pequeños, armas y autosuficiencia resistente". Escribiendo para MusicRow, Robert K. Oermann describió la canción como "un bramido desafinado y belicoso sobre lo malvadas que son las grandes ciudades".
En julio de 2023, la canción y su vídeo musical fueron atacados ferozmente por muchos críticos, artistas, políticos y consumidores que consideraron la letra y el vídeo como un respaldo al racismo y a la violencia por motivos políticos. Chris Willman de Variety la llamó "la canción country más despreciable de la década [y] el video es peor", diciendo que la canción "está cerca de ser la canción más cínica". jamás se ha escrito sobre la superioridad moral implícita de tener un número limitado de vecinos" y es "una lista de tropos infernalmente distópicos sobre los males de la ciudad que parece medio tomada de Hank Williams Jr. de 'A Country Boy Can Sobrevivir', medio tomado del Libro del Apocalipsis". Dijo que el video "confunde el acto de protestar con un crimen violento". Marcus K. Dowling de The Tennessean escribió que "los críticos en línea destacaron las siguientes letras de canciones como emblemáticas de canciones que aumentan la violencia a favor de las armas y linchan los sentimientos de muchos en su base de fans rurales y de pueblos pequeños". Del video, Dowling señaló que el palacio de justicia fue el lugar del linchamiento de Henry Choate en 1927 y el disturbios raciales de Columbia de 1946. Los productores del vídeo declararon que Aldean no eligió el lugar y desconocía su historia, y que es un lugar de rodaje popular fuera de Nashville, donde se han filmado varias películas y vídeos musicales, incluido Runaway June's "We Were Rich" y Hannah Montana: la película.
Cheryl L. Keyes, presidenta del departamento de estudios afroamericanos de UCLA dijo: "Creo que hay una falta de sensibilidad al utilizar ese tribunal como accesorio". El alcalde de Columbia, Chaz Molder, dijo que respetaba la "libertad de sus propias letras" de Aldean, pero esperaba que el próximo vídeo filmado en Columbia "buscara un mensaje más positivo". El representante del estado de Tennessee Justin Jones tuiteó: "Como legisladores de Tennessee, tenemos la obligación de condenar la atroz canción de Jason Aldean que llama a la violencia racista... Qué visión más vergonzosa del extremismo armado y el vigilantismo". Se refirió explícitamente a la canción como una "canción racista atroz y vil" que intenta normalizar el "racismo, la violencia, el vigilantismo y el nacionalismo blanco" en una entrevista posterior en CNN.
Arwa Mahdawi de The Guardian dijo que el racismo silbato para perros en la canción era "difícil de ignorar", y opinó que la pequeña ciudad sobre la que canta Aldean es "un producto de su imaginación", señalando que creció en Macon, Georgia, con una población de más de 150.000 habitantes, y luego se mudó a Nashville. CNN y Newsweek informaron que muchos oyentes encontraron que la letra era hipócrita al promover las armas, ya que Aldean había dicho anteriormente que las armas eran "demasiado fáciles de conseguir" después de haber huido del escenario durante el tiroteo en Las Vegas en 2017. Otros pensaron que la letra apoyaba los linchamientos en los Estados Unidos y referencia a los sundown town.
Sharon Knolle de TheWrap también notó este tipo de comparaciones entre los usuarios de las redes sociales.
Amanda Marie Martínez de NPR lo consideró un ejemplo de canciones de música country que denigran los estilos de vida urbanos mientras elogian los rurales: "Las ciudades están pintadas como espacios donde ocurren el crimen, la promiscuidad sexual y la ruina personal y financiera, mientras que el 'país' se enmarca mientras tanto como un espacio pacífico donde reina la felicidad." Ella escribió que la canción "se basa en un linaje de canciones anti-ciudad en la música country que ubican lo rural y lo urbano no sólo en un binario moral versus inmoral, sino también en uno implícitamente racializado... disponibilidad selectiva de préstamos hipotecarios en los suburbios y los convenios de vivienda racialmente restrictivos en las ciudades fomentaron la huida de los blancos, haciendo que las ciudades sean sinónimo de no blancura". Concluyó afirmando que este tipo de canciones explican "la razón por la que la música country sigue siendo un espacio aterrador para las comunidades marginadas".
Kevin M. Kruse, profesor de historia en la Universidad de Princeton especializado en los Estados Unidos del siglo XX, calificó la canción como "un llamado a las personas que no son agentes del orden para que ejerzan violencia contra las personas que sí lo han hecho". No he violado ninguna ley", un llamado a "ley y orden" que es "en realidad anarquía".
El video musical obtuvo más de 17 millones de visitas en YouTube en los primeros diez días de su lanzamiento el 14 de julio. Los candidatos presidenciales del Republicano Vivek Ramaswamy y Nikki Haley comenzaron a tocar la canción en sus eventos de campaña, y Ramaswamy dijo que quería ayudar a que llegara al número uno en la lista. Billboard Hot 100.

### Respuesta de Aldean y otros artistas
Otros músicos han respondido a la canción. Sheryl Crow criticó tanto la canción como a Aldean en Twitter, afirmando que "incluso la gente de los pueblos pequeños está harta de la violencia", acusó a Aldean de "promover la violencia" y afirmó que la canción "no es estadounidense". o como un pueblo pequeño. Es simplemente aburrido." Adeem the Artist grabó y publicó en Twitter una parodia titulada "Sundown Town", satirizando los puntos de vista de la canción: "apoyamos a la policía para detener a personas como tú".
Jason Isbell desafió a Aldean a escribir su propia próxima canción en lugar de obtener la licencia de un tercero.
Travis Tritt escribió en apoyo de Aldean que "[En mi opinión], esta canción no promueve la violencia como algunos han sugerido", y que representa el punto de vista de muchos estadounidenses que se oponen a la escalada de violencia de ciertos grupos de activistas.
Para mayor apoyo a Aldean, el cantante Parker McCollum retuiteó una publicación, originalmente del comentarista político Matt Walsh, destacando una percepción de doble rasero de aquellos que dicen que la canción "promueve la violencia". " mientras que "casi todas las canciones de rap de los últimos 30 años han glorificado directa y con entusiasmo el asesinato, el tráfico de drogas, el robo y cualquier otro crimen violento, y esta gente no dice nada". Cantautor Brantley Gilbert, quien coescribió los éxitos de Aldean "Dirt Road Anthem" y "My Kinda Party", expresó su apoyo a Aldean y la canción durante varios shows en vivo, afirmando que muchos de los que se oponían a la La canción era "un grupo de guerreros del teclado escondidos detrás de un teléfono celular y computadoras portátiles hablando un montón de mierda".
Respondiendo a las críticas, Aldean tuiteó que la canción "se refiere al sentimiento de una comunidad que tuve mientras crecía, donde cuidábamos a nuestros vecinos, independientemente de las diferencias de origen o creencias. Porque eran nuestros vecinos, y eso estaba por encima de cualquier diferencia". Dijo: "No hay una sola letra en la canción que haga referencia a la raza o la señale y no hay un solo videoclip que no sea real". imágenes de noticias y aunque puedo tratar de respetar a los demás por tener su propia interpretación de una canción con música, esta va demasiado lejos". En el programa de radio de Big D y Bubba en octubre de 2023, Aldean dijo que la ubicación del Palacio de Justicia para la filmación del video fue elegida por "conveniencia", diciendo "está a 5 minutos de [su] casa". Aldean le dijo a CBS News que no sabía que se había producido un linchamiento allí y dijo: "... Tampoco retrocedo cien años y compruebo la historia de un lugar antes de filmarlo. ... También es el lugar al que voy a conseguir las etiquetas de mi auto todos los años". También dijo que en el Sur sería difícil encontrar un juzgado de pueblo pequeño "que no haya tenido algún tipo de problema racial a lo largo de los años en algún momento". Sin embargo, Aldean dijo que, según su conocimiento posterior, probablemente no habría filmado el video en ese lugar.

## Desempeño comercial
"Try That in a Small Town" debutó en el puesto 24 en la lista Billboard Country Airplay del 3 de junio de 2023. En la lista Hot Country Songs del 3 de junio de 2023, debutó en el puesto 35. Después de que su video fuera lanzado el 14 de julio y de que se llamara la atención cuando fue retirado de CMT, debutó en el número dos en la lista Billboard Hot 100 del 29 de julio, antes de alcanzar el número uno la semana siguiente, lo que la convierte en la primera canción de Aldean en encabezar esa lista. La semana en que alcanzó el número uno, "Last Night" de Morgan Wallen y "Fast Car" se ubicó en las posiciones número dos y tres, respectivamente, siendo la primera vez en la historia de esa lista que las tres primeras posiciones fueron ocupadas por artistas country. La semana siguiente, "Try That in a Small Town" cayó veinte puestos hasta el puesto 21, convirtiéndose en la sexta canción que sale del top 20 desde el número uno. También alcanzó el puesto número uno en la lista Billboard Hot Country Songs, convirtiéndose en el primer número uno de Aldean en esa lista desde "Burnin' It Down" en 2014, y en el número dos en la lista Billboard Country Airplay.
"Try That" se mantuvo en el número uno de la lista Digital Songs de Billboard durante cuatro semanas,y la lista de canciones country durante dos semanas.